# Епархия Понта-Гросы
 Епархия Понта-Гросы (лат. Dioecesis de Ponta Grossa) — епархия Римско-католической церкви c центром в городе Понта-Гроса, Бразилия. Епархия Понта-Гросы входит в митрополию Куритибы. Кафедральным собором епархии Понта-Гросы является собор святой Анны.

## История
10 мая 1926 года Римский папа Пий XII выпустил буллу Quum in dies numerus, которой учредил епархию Понта-Гросы, выделив её из архиепархии Куритибы.
9 декабря 1933 года, 6 декабря 1965 года и 3 декабря 1976 года епархия Понта-Гросы передала часть своей территории новым территориальной прелатуре Палмаса (сегодня — Палмас-Франсишку-Белтрана), епархиям Гуарапуавы и Униан-да-Витории.

## Ординарии епархии
- епископ Antônio Mazzarotto (16.12.1929 — 20.03.1965);
- епископ Geraldo Claudio Luiz Micheletto Pellanda (20.03.1965 — 2.01.1991);
- епископ Мурилу Себастьян Рамус Крижир  (8.05.1991 — 7.05.1997) — назначен архиепископом Маринги;
- епископ Жуан Брас ди Авис (12.08.1998 — 17.07.2002) — назначен архиепископом Маринги;
- епископ Sérgio Arthur Braschi (16.07.2003 — по настоящее время).

## Источник
- Annuario Pontificio, Libreria Editrice Vaticana, Città del Vaticano, 2003, ISBN 88-209-7422-3
- Bolla Quum in dies numerus, AAS 19 (1927), стр. 81  (лат.)